# Hieracium adenoceps
Hieracium adenoceps es una especie de planta con flor del género Hieracium, de la familia Asteraceae, orden Asterales.

## Distribución
Hieracium adenoceps se distribuye por Dinamarca.

## Taxonomía
Fue descrita científicamente por Wiinst. Fue publicada en Dansk Bot. Ark. 5: 21 (1926).